# Siaci Saint Honoré
 (décembre 2020).
L'article doit être relu — et modifié si nécessaire — par des contributeurs indépendants pour apporter un regard critique aux contributions effectuées en violation des conditions d'utilisation de Wikipédia, tant sur la forme (notamment concernant le style encyclopédique, la proportionnalité) que sur le fond (la neutralité de point de vue, la qualité et l'indépendance des sources).
 (décembre 2020).
Siaci Saint Honoré est une entreprise française de conseil et de courtage en assurance de biens et de personnes pour les grandes entreprises, ETI et PME.

## Histoire
Courtier généraliste, il conçoit des solutions pour les risques en IARD,, Transport, Protection sociale, Retraite, Épargne salariale, Rémunération et Mobilité internationale.
Le Groupe Siaci Saint Honoré nait en 2007 de la fusion de deux sociétés françaises, SIACI (créée en 1932) et ACSH (créée en 1988)[réf. nécessaire].
En 2008, le Groupe fait l’acquisition du cabinet Cauvin & Palle, spécialisé dans la souscription et le courtage d’assurances transport et IARD[réf. souhaitée].
En 2009, il rachète un des acteurs de l'assurance-santé internationale en Chine : Shanghai Taï Kaï (MSH China), puis l’année suivante le cabinet Assurance & Capital Partners (ACP), spécialisé en assurance des risques financiers. En 2013, Siaci Saint Honoré devient l’actionnaire majoritaire du courtier en assurances suisse UNIRISC (Swiss Risk and Care). La même année, MSH International, sa principale filiale, remporte le prix de l'Excellence française dans la catégorie « Services ».
Le fonds d’investissement Ardian devient en 2015 actionnaire majoritaire de Siaci Saint Honoré[réf. nécessaire].
Le groupe acquiert la même année le cabinet de conseil spécialisé en protection sociale ONP (Office National de Prévoyance). Il achète en 2016 Expat Insurance à Singapour et Cap Marine. Siaci Saint Honoré acquiert une part des titres d'Alpha Lloyds, courtier à Dubaï, Abu Dhabi et en Arabie Saoudite. En 2017, Siaci Saint Honoré devient un actionnaire du nouveau groupe de courtage d’assurances panafricain OLEA. En France, il acquiert AC Conseil, conseil en Marketing RH et Bilan Social Individuel (BSI),.
Le groupe compte plus de 3 500 entreprises clientes (essentiellement des sociétés du CAC 40 et du SBF 120).
L'entreprise achète les services d'anciens membres du gouvernement de François Hollande : Jean-Marie Le Guen est recruté en 2017 comme conseiller du président du groupe, et Myriam El Khomri le rejoint en 2019.
En 2021, la société s'associe avec le Groupe Burrus pour créer un nouveau groupe de courtage d’assurance, Diot-Siaci, réunissant 5 000 collaborateurs dans plus de 40 pays. Le montage comprend également la participation d'un fonds de pension canadien, l'Ontario Teachers' Pension Plan, qui doit détenir 30% de la nouvelle entité. Le Groupe Burrus a une participation majoritaire et dirige l'ensemble via Christian Burrus. L'année suivante, Christian Burrus est remplacé par Cédric Charpentier, l'un des directeurs de Siaci Saint Honoré, tandis que Christian Burrus rejoint le directoire de Diot-Siaci.